# Federal Air
Federal Air es una aerolínea con base en Ekurhuleni, Sudáfrica. Efectúa vuelos chárter dentro de África para ejecutivos y turistas. Su principal base de operaciones es el Aeropuerto Virginia, Durban, con bases secundarias en el Aeropuerto Internacional OR Tambo, Johannesburgo, el Aeropuerto Internacional Kruger Mpumalanga, Nelspruit y el Aeropuerto Internacional de Ciudad del Cabo.

## Historia
La aerolínea fue inicialmente conocida como Comair Charters (Natal).

## Flota
La flota de Federal Air incluye las siguientes aeronaves (a marzo de 2007):
- 4 Cessna Caravan 675
- 1 Pilatus PC-12
- 1 Raytheon Beech King Air B200